# Гвоздь Віктор Іванович
Віктор Іванович Гвоздь (24 травня 1959, смт Скала Подільська, Борщівський район, Тернопільська область, Українська РСР, СРСР — 28 травня 2021, Дагаб, Єгипет) — український військовик, розвідник та дипломат і науковець. Президент незалежного аналітичного центру геополітичних досліджень «Борисфен Інтел». Генерал-лейтенант у відставці, доктор військових наук (2019).
З 24 лютого 2014 року був уповноваженим Верховної Ради України з контролю за діяльністю розвідок в Україні. З 27 лютого 2014 року до 29 квітня 2016 року — голова Служби зовнішньої розвідки України.

## Життєпис
У 1981 році закінчив Київське вище загальновійськове училище ім. М. В. Фрунзе, у 1997 році — юридичний факультет Львівського державного університету імені Івана Франка, у 2005 році — магістратуру Київського університету економіки і права (магістр права), у 2009 році — Воєнно-дипломатичну академію (магістр військового управління).
Після випуску з військового училища був розподілений у штаб Забайкальського військового округу, де у 1981—1986 — перекладач окремого розвідувального батальйону танкової дивізії 39-ї загальновійськової армії Забайкальського військового округу.
У 1986—1987 — командир розвідувальної роти мотострілецького полку, у 1987—1988 — командир розвідувально-десантної роти окремого розвідувального батальйону, у 1988—1992 — офіцер Командно-розвідувального центру Розвідувального управління Прикарпатського військового округу.
1992—1993 — офіцер Головного управління розвідки Міністерства оборони України.
1993—1995 — служба у миротворчій місії ООН у Югославії.
1995—1996 — офіцер Головного управління розвідки Міністерства оборони України.
1996—1999 — аташе з питань оборони посольства України у Хорватії та Боснії і Герцеговині (за сумісництвом).
1999—2000 — заступник начальника військово-дипломатичного управління.
2000—2003 — представник Міністерства оборони України в ООН, член делегації України в Раді Безпеки ООН.
2003—2005 — заступник керівника Головного управління з питань правоохоронних органів, військових формувань Адміністрації Президента України.
2005—2008 — завідувач відділу військово-технічного співробітництва Секретаріату Президента України.
2008—2010 — начальник Головного управління розвідки Міністерства оборони України.
2010—2014 — президент власного аналітичного центру «Борисфен-Інтел».
2014—2016 — голова Служби зовнішньої розвідки України.
2019 року здобув науковий ступінь доктора військових наук.
Володів англійською, хорватською, сербською, китайською, російською мовами.
Був одружений. Мав двох дітей. Захоплювався тенісом, фотографією.
28 травня 2021 року — загинув під час відпочинку в Єгипті. Гвоздю стало погано під час дайвінгу, коли він занурювався в море та пірнав на глибину до 40 метрів. Попри проведені під час екстреної госпіталізації інтенсивні реанімаційні заходи, медики констатували його смерть.

## Публікації
Автор книг:
- Гвоздь Віктор Іванович. Воєнна розвідка України на зламі другого тисячоліття. — Київ : Борисфен Інтел, 2017. — 320 с. — ISBN 978-617-7480-83-8.
- Гвоздь Віктор Іванович. Історичні, правові і політичні аспекти розвідувальної діяльності держави. — Київ : Борисфен Інтел, 2018. — 576 с. — ISBN 978-966-97852-0-6.

## Нагороди та відзнаки
- Орден «За заслуги» ІІІ ступеня;
- Заслужений юрист України;
- Почесний громадянин міста Чорткова (1 вересня 2023, посмертно)[7];
- Нагороди ЗС СРСР, ЗС України та іноземних держав.

## Вшанування пам'яті
3 вересня 2023 року на фасаді Чортківської гімназії № 6 відкрито меморіальну дошку Вікторові Гвоздю.